# جان مورتیمر
جان کلیفورد مورتیمر (انگلیسی: John Clifford Mortimer؛ ۲۱ آوریل ۱۹۲۳ – ۱۶ ژانویهٔ ۲۰۰۹)؛ نمایشنامه‌نویس، فیلم‌نامه‌نویس، و پدیدآور اهل بریتانیا بود.

## منتخب نمایش‌نامه‌ها
- بی‌گناهان (۱۹۶۱)
- بانی لیک گم شده (۱۹۶۵)
- جان و ماری (۱۹۶۹)
- ماشنکا (۱۹۸۷) (ولادیمیر نابوکوف)
- چای با موسولینی (۱۹۹۹)